# Đội tuyển Davis Cup Macedonia
Đội tuyển Davis Cup Macedonia đại diện Cộng hòa Macedonia ở giải đấu quần vợt Davis Cup. Đội được quản lý bởi Liên đoàn quần vợt Macedonia và hiện tại đứng thứ 63 trên thế giới. Tên chính thức được dùng bởi Liên đoàn quần vợt thế giới là "FYR Macedonia".
Macedonia hiện tại thi đấu ở Nhóm III của nhóm châu Âu.

## Đội hình hiện tại
- Tomislav Jotovski
- Dimitar Grabul
- Bojan Jankulovski
- Gorazd Srbljak

## Lịch sử
Macedonia lần đầu tiên tham gia Davis Cup vào năm 1995. Các vận động viên Macedonia trước đây đại diện cho Nam Tư.